# هواپیمایی سپاهان
هواپیمایی سپاهان (به انگلیسی: Sepahan Airlins) یک شرکت هواپیمایی متعلق به شرکت صنایع هواپیماسازی ایران (هسا) است. مرکز این شرکت در شهر اصفهان واقع شده‌است. این شرکت هم‌اکنون غیرفعال است.